# Alain Rossmann
Pour les articles homonymes, voir Rossmann.
Alain Rossmann est un entrepreneur français, né en 1956.
Son activité professionnelle se situe principalement aux États-Unis.

## Biographie
Alain-Simon Rossmann, naît en 1956,, d’un père ingénieur.
Venant d’une classe de mathématiques supérieures de Montpellier, il suit une classe de mathématiques spéciales au lycée Louis-le-Grand. Ancien élève de l'École polytechnique,, ingénieur des ponts et chaussées et maître en administration des affaires (MBA) de l'université Stanford, il devient de 1986 à 1999 « serial entrepreneur » dans la Silicon Valley, et crée ses propres sociétés : EO, PSS Systems Unwired Planet ou Secret Seal. Il est titulaire de huit brevets d'invention.
Il est marié à Joanna Hoffman,, d’origine polonaise qui a, comme lui, fait partie de l'équipe de développement du premier Macintosh d’Apple : ils ont deux fils.